# Diocese de Rafaela
A Diocese de Rafaela (em latim: Diœcesis Raphaëliensis) é uma diocese localizada na cidade de Rafaela pertencente á Arquidiocese de Santa Fé de la Vera Cruz na Argentina. Foi fundada em 10 de abril de 1961 por São João XXIII.

## História
Em 10 de abril de 1961, São João XXIII fundou a diocese de Rafaela a partir do território retirado da diocese de Reconquista e da arquidiocese de Santa Fé de la Vera Cruz.

## Lista de bispos
A seguir uma lista de bispos desde a criação da diocese.
|        | Nome                          | Período    | Notas                                   |
| Bispos | Bispos                        | Bispos     | Bispos                                  |
| ------ | ----------------------------- | ---------- | --------------------------------------- |
| 7º     | Pedro Javier Torres           | 2022-atual |                                         |
| 6º     | Luis Alberto Fernández Alara  | 2013-2022  |                                         |
| 5º     | Carlos María Franzini         | 2000-2012  | Nomeado Arcebispo de Mendoza            |
| 4º     | Héctor Gabino Romero          | 1984-1999  |                                         |
| 3º     | Alcides Jorge Pedro Casaretto | 1976-1983  | Nomeado Bispo-coadjutor de San Isidro   |
| 2º     | Antonio Alfredo Brasca        | 1968-1976  |                                         |
| 1º     | Vicente Faustino Zazpe        | 1961-1968  | Nomeado Arcebispo-coadjutor de Santa Fé |